# Hagondange
Hagondange és un municipi francès, situat al departament del Mosel·la i a la regió del Gran Est. L'any 2007 tenia 9.212 habitants.

## Demografia

### Població
El 2007 la població de fet de Hagondange era de 9.212 persones. Hi havia 3.972 famílies, de les quals 1.330 eren unipersonals (562 homes vivint sols i 768 dones vivint soles), 1.119 parelles sense fills, 1.171 parelles amb fills i 352 famílies monoparentals amb fills.
La població ha evolucionat segons el següent gràfic:
Habitants censats

### Habitatges
El 2007 hi havia 4.397 habitatges, 4.018 eren l'habitatge principal de la família, 21 eren segones residències i 358 estaven desocupats. 1.886 eren cases i 2.453 eren apartaments. Dels 4.018 habitatges principals, 1.784 estaven ocupats pels seus propietaris, 2.156 estaven llogats i ocupats pels llogaters i 78 estaven cedits a títol gratuït; 160 tenien una cambra, 434 en tenien dues, 861 en tenien tres, 1.051 en tenien quatre i 1.512 en tenien cinc o més. 2.534 habitatges disposaven pel capbaix d'una plaça de pàrquing. A 1.932 habitatges hi havia un automòbil i a 1.288 n'hi havia dos o més.

### Piràmide de població
La piràmide de població per edats i sexe el 2009 era:
| Homes | Edats   | Dones |
| ----- | ------- | ----- |
| 4     | 95 o +  | 4     |
| 12    | 90 a 94 | 40    |
| 20    | 85 a 89 | 112   |
| 52    | 80 a 84 | 108   |
| 156   | 75 a 79 | 208   |
| 216   | 70 a 74 | 268   |
| 208   | 65 a 69 | 264   |
| 228   | 60 a 64 | 252   |
| 172   | 55 a 59 | 192   |
| 184   | 50 a 54 | 224   |
| 236   | 45 a 49 | 304   |
| 304   | 40 a 44 | 268   |
| 436   | 35 a 39 | 340   |
| 384   | 30 a 34 | 388   |
| 372   | 25 a 29 | 352   |
| 233   | 20 a 24 | 196   |
| 220   | 15 a 19 | 200   |
| 344   | 10 a 14 | 304   |
| 260   | 5 a 9   | 212   |
| 184   | 0 a 4   | 200   |

## Economia
El 2007 la població en edat de treballar era de 5.966 persones, 4.355 eren actives i 1.611 eren inactives. De les 4.355 persones actives 3.846 estaven ocupades (2.149 homes i 1.697 dones) i 509 estaven aturades (246 homes i 263 dones). De les 1.611 persones inactives 374 estaven jubilades, 577 estaven estudiant i 660 estaven classificades com a «altres inactius».

### Ingressos
El 2009 a Hagondange hi havia 4.153 unitats fiscals que integraven 9.417,5 persones, la mediana anual d'ingressos fiscals per persona era de 17.267 €.

### Activitats econòmiques
Dels 491 establiments que hi havia el 2007, 1 era d'una empresa extractiva, 8 d'empreses alimentàries, 3 d'empreses de fabricació de material elèctric, 1 d'una empresa de fabricació d'elements pel transport, 28 d'empreses de fabricació d'altres productes industrials, 51 d'empreses de construcció, 120 d'empreses de comerç i reparació d'automòbils, 6 d'empreses de transport, 37 d'empreses d'hostatgeria i restauració, 7 d'empreses d'informació i comunicació, 31 d'empreses financeres, 34 d'empreses immobiliàries, 58 d'empreses de serveis, 70 d'entitats de l'administració pública i 36 d'empreses classificades com a «altres activitats de serveis».
Dels 145 establiments de servei als particulars que hi havia el 2009, 1 era una comissaria de policia, 2 oficines del servei públic d'ocupació, 1 oficina de correu, 9 oficines bancàries, 2 funeràries, 16 tallers de reparació d'automòbils i de material agrícola, 1 taller d'inspecció tècnica de vehicles, 2 autoescoles, 8 paletes, 7 guixaires pintors, 7 fusteries, 7 lampisteries, 5 electricistes, 1 empresa de construcció, 16 perruqueries, 1 veterinari, 12 agències de treball temporal, 26 restaurants, 15 agències immobiliàries, 2 tintoreries i 4 salons de bellesa.
Dels 47 establiments comercials que hi havia el 2009, 1 era un hipermercat, 2 botigues de més de 120 m², 2 botiges de menys de 120 m², 8 fleques, 2 carnisseries, 1 una botiga de congelats, 11 botigues de roba, 2 botigues d'equipament de la llar, 3 sabateries, 2 botigues d'electrodomèstics, 2 botigues de mobles, 2 botigues de material esportiu, 1 un drogueria, 3 joieries i 5 floristeries.

## Equipaments sanitaris i escolars
El 2009 hi havia 1 centre de salut, 3 farmàcies i 1 ambulància.
El 2009 hi havia 3 escoles maternals i 3 escoles elementals. Hagondange disposava d'un col·legi d'educació secundària amb 557 alumnes.

## Poblacions més properes
El següent diagrama mostra les poblacions més properes.